# Karl Löwrick
Karl Löwrick (Podlechy, 8 novembre 1894 – Pillau, 8 aprile 1945) è stato un generale tedesco della Wehrmacht durante la seconda guerra mondiale.

## Biografia
Löwrick prestò servizio come ufficiale nella prima guerra mondiale. Dopo la sconfitta della Germania nel primo conflitto mondiale, passò dapprima nel Reichswehr e poi nella Wehrmacht, dove comandò la 93ª divisione di fanteria e poi la 542ª divisione di fanteria.
Löwrick rimase ucciso l'8 aprile 1945 in un incidente a Pillau.